# Nances Creek
Nances Creek – jednostka osadnicza w Stanach Zjednoczonych, w stanie Alabama, w hrabstwie Calhoun.